# Bismillah Khan Mohammadi
Bismillah Khan Mohammadi (em persa: بسم‌الله خان محمدی; nascido em 1961, na província de Panjshir), ou Bismillah Khan, é um político afegão que serviu como Ministro da Defesa do Afeganistão de 2012 a 2015 e por dois meses em 2021. De 2002 a 2010, serviu como Chefe do Estado-Maior do Exército Nacional Afegão e, de 2010 a 2012, ocupou o cargo de Ministro do Interior do Afeganistão. Ele tem formação anti-Talibã e já serviu como comandante superior de Ahmad Shah Massoud. Apesar da queda de Cabul nas mãos dos talibãs em agosto de 2021, Mohammadi afirma continuar sendo ministro da Defesa como parte do governo da Frente de Resistência Nacional do Afeganistão.